# Rhamphomyia bistriata
Rhamphomyia bistriata är en tvåvingeart som beskrevs av Gabriel Strobl 1910. Rhamphomyia bistriata ingår i släktet Rhamphomyia och familjen dansflugor. Inga underarter finns listade i Catalogue of Life.